# Transporte interurbanos de Tenerife
Transporte interurbanos de Tenerife, S.A. o TITSA (in italiano Trasporti interurbani di Teneriffa) è un'azienda appartenente al Cabildo Insulare di Tenerife che offre servizio di trasporto pubblico automobilistico nell'isola di Tenerife, nelle Canarie, in Spagna. 
TITSA gestisce i servizi di trasporto di viaggiatori stradale a Tenerife, con una flotta di circa 600 veicoli, 180 linee e trasportando più di 45 milioni di passeggeri all'anno. Queste cifre rendono Titsa la terza società pubblica di trasporti più grande di Spagna dopo Madrid e Barcellona.

## Storia
Il 19 agosto 1942 venne fondata Trasporti di Tenerife S.L. che operò fino al 12 gennaio 1978, data nella quale vennero costituiti gli odierni Trasporti Interurbanos di Tenerife S.A. Il capitale dell'impresa era costituito all'85% da RENFE e al 15% dal Cabildo di Tenerife.

## Linee e servizi

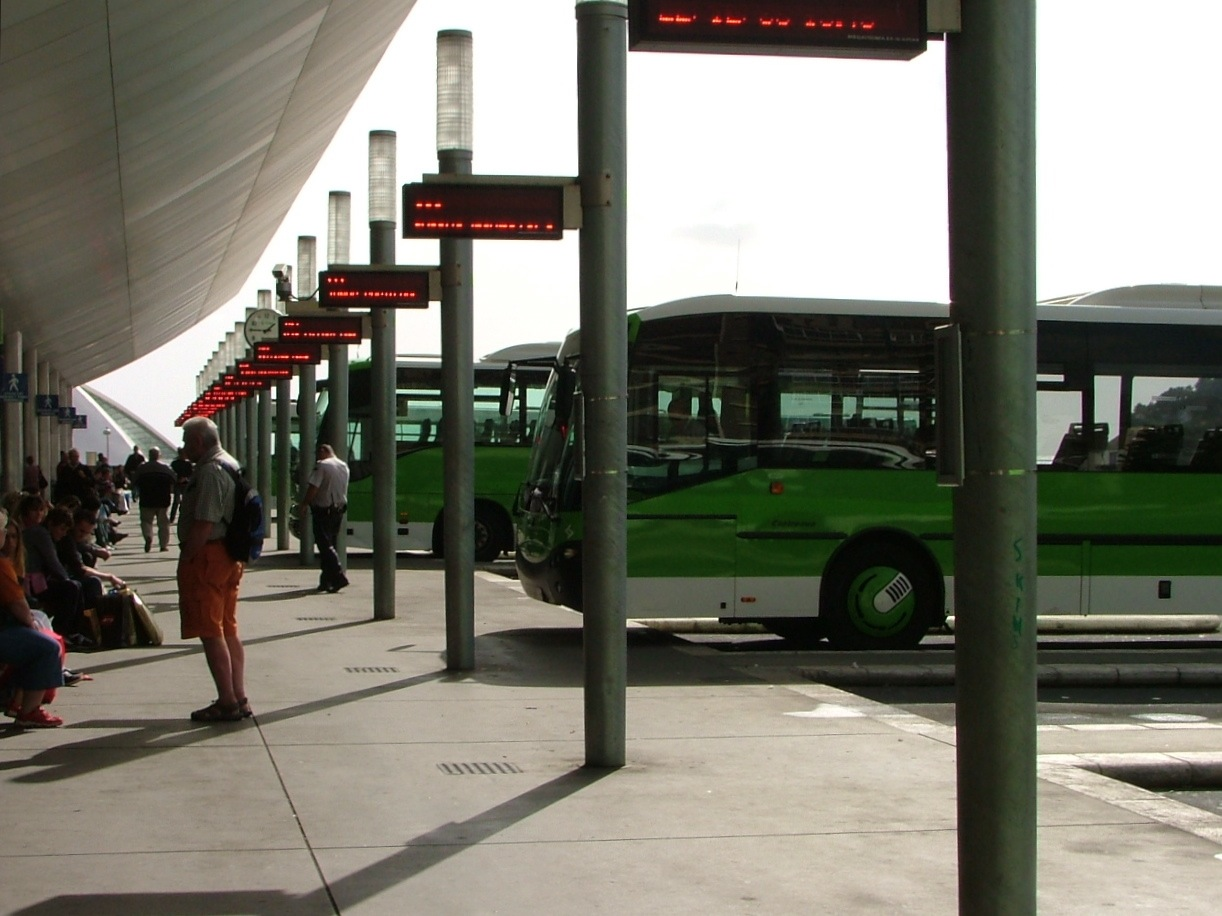
Piano superiore dell'autostazione di Santa Cruz

### Linee interurbane
Titsa gestisce diverse linee che connettono le principali frazioni dell'isola. Questi servizi possono essere locali, fermando in tutte le fermate (se richiesto) o express, senza fermate intermedie. Dall'Intercambiador di Santa Croce di Tenerife partono le principali linee che connettono la capitale con il Sud, per Candelaria, Güímar, El Médano, nonché l'Aeroporto Tenerife Sud, e verso nord di Tenerife, connettendo con il Porto della Croce, Icod de los Vinos, Buenavista del Norte e l'aeroporto Tenerife Nord.

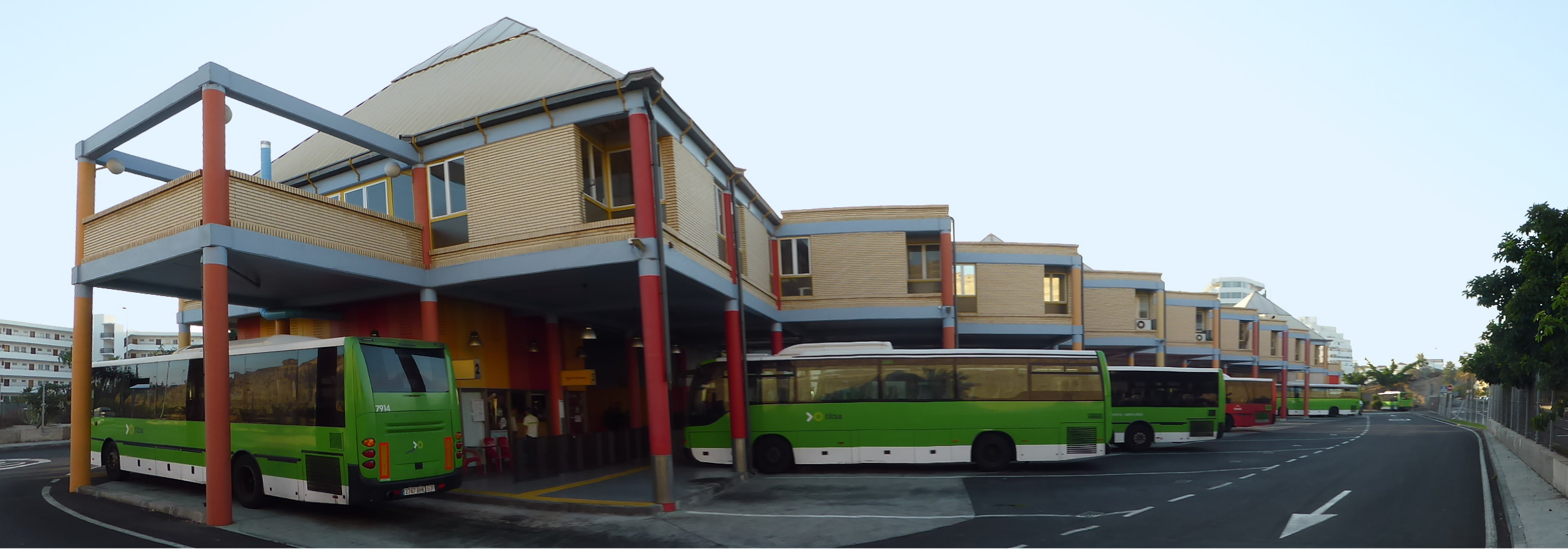
Autostazione di Costa Adeje